# Camilo Mayada
Camilo Sebastián Mayada Mesa (Sauce, Canelones, Uruguay; 8 de enero de 1991) es un futbolista uruguayo, nacionalizado argentino. Se desempeña como mediocampista en Danubio F. C. de la Primera División de Uruguay.

## Trayectoria

### Danubio
Debutó el 4 de octubre de 2009 en la victoria de Danubio frente a Cerro por 4-2, ingresando por Hamilton Ricard a los 23 minutos del tiempo complentario. Su primer gol llegaría recién tres años después en otro 4-2 pero esta vez con caída para su equipo frente a Montevideo Wanderers, marcando el 1-2 parcial.
El 8 de junio de 2014 ganaría su primer título luego de vencer en la final a Montevideo Wanderers por penales 3-2, ya que ambas finales culminaron con empate (la ida 0-0 y la vuelta 1-1).

### River Plate
El 22 de enero de 2015 se oficializa su contratación al club argentino River Plate, a cambio de US$ 1.500.000 por el 50% del pase. Realizó su debut oficial, en la ida de la Recopa Sudamericana 2015 frente a San Lorenzo, ingresando a los 26 minutos del tiempo complementario por Ariel Rojas, en lo que fue victoria de su equipo por 1-0. En la vuelta, su equipo volvería a ganar por 1-0, culminando con un global de 2-0 y proclamándose campeón de dicho torneo.
Su primer gol fue frente a Rosario Central en la decimocuarta fecha del Campeonato de Primera División 2015 en la victoria de su equipo por 2-0.
Fueron siete meses interminables y sufridos para Camilo Mayada. Después de la suspensión por dopaje en la fase de grupos de la edición pasada, en la que la prueba dio positivo por un diurético, el uruguayo recibió junto a su compañero Martínez Quarta una dura sanción que lo marginó de la actividad.
El 18 de febrero de 2018, a los 17 minutos del segundo tiempo se produjo su vuelta oficial a las canchas en un partido de Superliga, siendo pieza fundamental para el empate. El último partido que había jugado el uruguayo había sido frente Aldosivi de Mar del Plata el 22 de junio de 2017 en el Monumental de Núñez, cuando River Plate ganó 1-0. Luego vendría la suspensión por dopaje.
El 28 de febrero de 2018 Camilo Mayada volvió a jugar internacionalmente en el estreno del Grupo 4 de la Copa Libertadores 2018 en el Estadio Nilton Santos, marcando el 2-2 para el conjunto millonario. El defensor entró a los 68 minutos del ST por Bruno Zuculini, para luego convertirse en el héroe de la noche, apareciendo a los 87 minutos aprovechó un rebote para darle el gol a su equipo sentenciando el empate final. Tras el encuentro, el uruguayo no pudo ocultar su alegría:

Estoy muy contento. Mi último partido internacional había sido hace mucho tiempo. Me quedé con la espina de no poder aportar más en la Copa. Estoy muy feliz de volver.

Mayada cerró su ciclo en River Plate convirtiéndose en uno de los futbolistas más laureados de la institución. Incluso, los nueve títulos conseguidos en los cinco años que permaneció en el club lo posicionan con el mejor promedio que un jugador ha obtenido en la historia del club.

## Selección nacional

### Selección Uruguaya Sub-20
Integró el grupo que disputó el Sudamericano Sub-20 de 2011, culminando en la segunda posición detrás de Brasil. En dicho torneo le convirtió un gol en la fase final a Ecuador en el empate 1-1.
Con el subcampeonato conseguido, se logró clasificar al Mundial Sub-20 y a los Juegos Olímpicos (Uruguay no lo lograba desde 1976). En el mundial de la categoría su combinado sería eliminado en primera ronda.
Estuvo en una lista preliminar para disputar los Juegos Olímpicos, pero finalmente no quedaría en la lista final que llevó Óscar Tabárez a Londres.

#### Participaciones en Sudamericano Sub-20
| Torneo                      | Sede | Resultado  | Partidos | Goles |
| --------------------------- | ---- | ---------- | -------- | ----- |
| Sudamericano Sub-20 de 2011 | Perú | Subcampeón | 9        | 1     |

#### Participaciones en Mundial Sub-20
| Torneo                      | Sede     | Resultado    | Partidos | Goles |
| --------------------------- | -------- | ------------ | -------- | ----- |
| Copa Mundial Sub-20 de 2011 | Colombia | Primera fase | 3        | 0     |

### Selección absoluta
Su primera convocatoria se dio el 27 de agosto de 2014, cuando Óscar Tabárez lo convocó para disputar los partidos frente a Japón y Corea del Sur. Frente a Japón ingresó faltando 6 minutos para la finalización del encuentro en reemplazo de Martín Cáceres y frente a Corea del Sur fue titular disputando casi todo el encuentro saliendo a los dos minutos del tiempo de descuento, entrando Mathías Corujo.

#### Detalle de partidos
| \| Fecha \| Ciudad \| Local \| Resultado \| Visitante \| Competición \| Goles \| Asist. \| \| ---------- \| ---------------- \| -------------- \| --------- \| --------- \| ------------------- \| ----- \| ------ \| \| 5-09-2014 \| Sapporo \| Japón \| 0:2 \| Uruguay \| Amistoso \| 0 \| 0 \| \| 8-09-2014 \| Goyang \| Corea del Sur \| 0:1 \| Uruguay \| Amistoso \| 0 \| 0 \| \| 10-10-2014 \| Yeda \| Arabia Saudita \| 1:1 \| Uruguay \| Amistoso \| 0 \| 0 \| \| 13-10-2014 \| Mascate \| Omán \| 0:3 \| Uruguay \| Amistoso \| 0 \| 0 \| \| 04-09-2015 \| Ciudad de Panamá \| Panamá \| 0:1 \| Uruguay \| Amistoso \| 0 \| 0 \| \| 08-09-2015 \| San José \| Costa Rica \| 1:0 \| Uruguay \| Amistoso \| 0 \| 0 \| \| 8-10-2015 \| La Paz \| Bolivia \| 0:2 \| Uruguay \| Eliminatorias 2018 \| 0 \| 0 \| \| 16-10-2018 \| Saitama \| Japón \| 4:3 \| Uruguay \| Amistoso \| 0 \| 0 \| \| Total \| \| Presencias \| 8 \| \| Goles y asistencias \| 0 \| 0 \| |                  |                |           |           |                     |       |        |
| Fecha | Ciudad           | Local          | Resultado | Visitante | Competición         | Goles | Asist. |
| 5-09-2014 | Sapporo          | Japón          | 0:2       | Uruguay   | Amistoso            | 0     | 0      |
| 8-09-2014 | Goyang           | Corea del Sur  | 0:1       | Uruguay   | Amistoso            | 0     | 0      |
| 10-10-2014 | Yeda             | Arabia Saudita | 1:1       | Uruguay   | Amistoso            | 0     | 0      |
| 13-10-2014 | Mascate          | Omán           | 0:3       | Uruguay   | Amistoso            | 0     | 0      |
| 04-09-2015 | Ciudad de Panamá | Panamá         | 0:1       | Uruguay   | Amistoso            | 0     | 0      |
| 08-09-2015 | San José         | Costa Rica     | 1:0       | Uruguay   | Amistoso            | 0     | 0      |
| 8-10-2015 | La Paz           | Bolivia        | 0:2       | Uruguay   | Eliminatorias 2018  | 0     | 0      |
| 16-10-2018 | Saitama          | Japón          | 4:3       | Uruguay   | Amistoso            | 0     | 0      |
| Total |                  | Presencias     | 8         |           | Goles y asistencias | 0     | 0      |

## Clubes
Actualizado al último partido jugado el 22 de octubre de 2023
| Club          | País      | Año         | Partidos | Goles | Asist. | Prom. |
| ------------- | --------- | ----------- | -------- | ----- | ------ | ----- |
| Danubio       | Uruguay   | 2009-2014   | 97       | 5     | 9      | 0,05  |
| River Plate   | Argentina | 2015-2019   | 135      | 7     | 13     | 0,05  |
| San Luis      | México    | 2019-2021   | 55       | 0     | 2      | 0,00  |
| Libertad      | Paraguay  | 2021-2023   | 44       | 0     | 2      | 0,00  |
| Peñarol       | Uruguay   | 2023-Act.   | 5        | 1     | 1      | 0,2   |
| Total carrera |           | 2009 - 2023 | 336      | 13    | 27     | 0,03  |

### Selección nacional
La siguiente tabla detalla los encuentros disputados de Camilo Mayada en la selección uruguaya absoluta.
| Selección            | Año                  | Amistosos | Amistosos | Amistosos | Sudamericano | Sudamericano | Sudamericano | Eliminatorias | Eliminatorias | Eliminatorias | Mundial | Mundial | Mundial | Total | Total | Total |
| Selección            | Año                  | PJ        | G         | A         | PJ           | G            | A            | PJ            | G             | A             | PJ      | G       | A       | PJ    | G     | A     |
| -------------------- | -------------------- | --------- | --------- | --------- | ------------ | ------------ | ------------ | ------------- | ------------- | ------------- | ------- | ------- | ------- | ----- | ----- | ----- |
| Sub-20 · Uruguay     | 2011                 | 1         | 1         | 0         | 9            | 1            | 1            | -             | -             | -             | 3       | 0       | 0       | 13    | 1     | 1     |
| Sub-20 · Uruguay     | Total                | 1         | 1         | 1         | 9            | 1            | 1            | -             | -             | -             | 3       | 0       | 0       | 13    | 1     | 1     |
| Sub-23 · Uruguay     | 2012                 | 3         | 0         | 0         | -            | -            | -            | -             | -             | -             | -       | -       | -       | 3     | 0     | 0     |
| Sub-23 · Uruguay     | Total                | 3         | 0         | 0         | -            | -            | -            | -             | -             | -             | -       | -       | -       | 3     | 0     | 0     |
| Absoluta · Uruguay   | 2014                 | 4         | 0         | 0         | -            | -            | -            | -             | -             | -             | -       | -       | -       | 4     | 0     | 0     |
| Absoluta · Uruguay   | 2015                 | 2         | 0         | 0         | -            | -            | -            | 1             | 0             | 0             | -       | -       | -       | 3     | 0     | 0     |
| Absoluta · Uruguay   | 2018                 | 1         | 0         | 0         | -            | -            | -            | -             | -             | -             | -       | -       | -       | 1     | 0     | 0     |
| Absoluta · Uruguay   | Total                | 7         | 0         | 0         | -            | -            | -            | 1             | 0             | 0             | -       | -       | -       | 8     | 0     | 0     |
| Total en selecciones | Total en selecciones | 11        | 1         | 0         | 9            | 1            | 1            | 1             | 0             | 0             | 3       | 0       | 0       | 24    | 1     | 1     |

### Resumen estadístico
| Competición    | Partidos | Goles | Prom. | Asist. | Prom. | G+A | Prom. |
| -------------- | -------- | ----- | ----- | ------ | ----- | --- | ----- |
| Clubes         | 335      | 13    | 0.04  | 27     | 0.08  | 38  | 0.11  |
| Uruguay Sub-20 | 13       | 1     | 0.08  | 1      | 0.08  | 2   | 0.15  |
| Uruguay Sub-23 | 3        | 0     | 0     | 0      | 0     | 0   | 0     |
| Uruguay        | 8        | 0     | 0     | 0      | 0     | 0   | 0     |
| Total carrera  | 359      | 14    | 0.04  | 28     | 0.08  | 42  | 0.11  |

## Palmarés

### Campeonatos nacionales
| Título              | Club        | País      | Año     |
| ------------------- | ----------- | --------- | ------- |
| Torneo Apertura     | Danubio     | Uruguay   | 2013    |
| Campeonato Uruguayo | Danubio     | Uruguay   | 2013-14 |
| Copa Argentina      | River Plate | Argentina | 2015-16 |
| Supercopa Argentina | River Plate | Argentina | 2017    |
| Liga Paraguaya      | Libertad    | Paraguay  | 2022    |
| Liga Paraguaya      | Libertad    | Paraguay  | 2023    |
| Liga Paraguaya      | Libertad    | Paraguay  | 2023    |
| Torneo Apertura     | Peñarol     | Uruguay   | 2024    |
| Torneo Clausura     | Peñarol     | Uruguay   | 2024    |
| Campeonato Uruguayo | Peñarol     | Uruguay   | 2024    |
| Torneo Intermedio   | Peñarol     | Uruguay   | 2025    |

### Campeonatos internacionales
| Título              | Club        | Sede         | Año    |      |
| ------------------- | ----------- | ------------ | ------ | ---- |
| Recopa Sudamericana | River Plate | Buenos Aires | 2015   |      |
| Copa Libertadores   | River Plate | Buenos Aires | 2015   |      |
| Copa Suruga Bank    | River Plate | Suita        | 2015   |      |
| Recopa Sudamericana | River Plate | Buenos Aires | 2016   |      |
| Copa Libertadores   | River Plate | Buenos Aires | Madrid | 2018 |

### Distinciones individuales
| Distinción                                       | Año  |
| ------------------------------------------------ | ---- |
| Miembro del Equipo Ideal del Campeonato Uruguayo | 2014 |
| Mejor jugador de la Temporada                    | 2014 |